# Маргелов, Михаил Витальевич
Михаи́л Вита́льевич Марге́лов (род. 22 декабря 1964 года, Москва, РСФСР, СССР) — российский государственный и политический деятель, c 2014 года вице-президент Российского совета по международным делам, с 2023 года и.о. заведующего кафедрой ЮНЕСКО Института стран Азии и Африки МГУ имени М. В. Ломоносова.

## Биография
Внук генерала армии В. Ф. Маргелова, командующего ВДВ СССР. Сын генерала В. В. Маргелова. Женат, воспитывает двух сыновей.
В 1971 году начал обучение в спецшколе № 13 (с немецким уклоном), но ушёл после первого класса. Далее учился уже в английской спецшколе № 19.
С 1984 года по 1986 год — переводчик в Международном отделе ЦК КПСС.
В 1986 году окончил Институт стран Азии и Африки при МГУ им. М. В. Ломоносова.
С 1986 года по 1989 год — преподаватель арабского языка в Высшей школе КГБ СССР.
С 1989 года по 1990 год — ведущий редактор в арабской редакции ИТАР-ТАСС.
С 1990 года по 1995 год работал в международных консалтинговых компаниях World Resourses, Boston Consulting Group, Bain & Company.
С августа 1995 года работал в АОЗТ «Группа компаний „Видео Интернешнл“»: директор проекта рекламной кампании выборов в Государственную Думу движения «Яблоко» и его лидера Григория Явлинского, директор по новому бизнесу, исследованиям рынка и консультированию.

## В политике
На президентских выборах 1996 года был членом предвыборной команды Бориса Ельцина. С осени 1996 до мая 1997 года — первый заместитель начальника Управления Президента Российской Федерации по связям с общественностью.
С 14 мая 1997 года по 7 апреля 1998 года — начальник управления Президента Российской Федерации по связям с общественностью.
С мая 1998 года — заместитель председателя правления РИА «Новости».
В июле 1998 года перешёл на работу в Государственный таможенный комитет Российской Федерации, где занимал пост начальника Аппарата Председателя ГТК В. Г. Драганова — руководителя группы советников по особым поручениям.
С декабря 1998 года — руководитель группы политических обозревателей РИА «Новости».
С сентября 1999 года — заместитель директора Российского информационного центра (Росинформцентр) при Правительстве Российской Федерации; с 1 октября 1999 года — директор Росинформцентра, который был создан по распоряжению председателя Правительства РФ Владимира Путина для освещения в СМИ контртеррористической операции на Северном Кавказе (Вторая Чеченская война).
Во время выборов в Государственную Думу РФ в 1999 году занимал пост пресс-секретаря избирательного блока «Медведь» («Единство»). Был главным координатором группы, занимавшейся PR-поддержкой фракции «Единство». Во время кампании по выборам Президента РФ 2000 года был членом избирательного штаба Владимира Путина, курировал связи с зарубежными СМИ.
В 2000 году Маргелов организовал поездку руководства партии «Единство» в США на съезд Республиканской партии. С этого момента начинаются российско-американские контакты по линии консерваторов. С октября 2000 — член президиума политсовета партии «Единство».

## Сенатор
С 20 декабря 2000 года Михаил Маргелов стал членом Совета Федерации Федерального Собрания Российской Федерации — представителем от исполнительного органа государственной власти Псковской области. В феврале 2001 года в Совете Федерации по его инициативе была создана группа «Федерация», объединяющая новых сенаторов «путинского призыва».
14 ноября 2001 года избран председателем Комитета Совета Федерации по международным делам. С декабря 2001 по ноябрь 2004 входил в состав Центрального политического совета партии «Единая Россия».
В январе 2003 года Маргелов стал вице-председателем Парламентской ассамблеи Совета Европы (ПАСЕ) от России. С 24 января 2005 — председатель группы «Европейские демократы» (ЕДГ) в ПАСЕ. Во время своей деятельности в ПАСЕ сенатор Маргелов инициировал принятие резолюции, осуждающей Холокост, инициировал и провёл решение об открытии в Страсбурге перед зданием ПАСЕ памятника жертвам нацистских лагерей смерти, отвечал с 2002 по 2008 годы за ближневосточное урегулирование в качестве докладчика ПАСЕ по этой проблеме, активно выступал за отмену смертной казни в России.
С 2003 по 2017 годы президент Российского общества солидарности и сотрудничества народов Азии и Африки (РОССНАА).

## Челночный дипломат
В рамках РОССНАА активно использовал статус неправительственной организации, обеспечивал диалог с рядом представителей оппозиции в странах СНГ, а также в странах Азии и Африки, имеющих серьёзные шансы на приход к власти.
Диалог по линии официальных дипломатических представительств был с ними невозможен, из-за резко негативной реакции находящихся у власти авторитарных режимов.

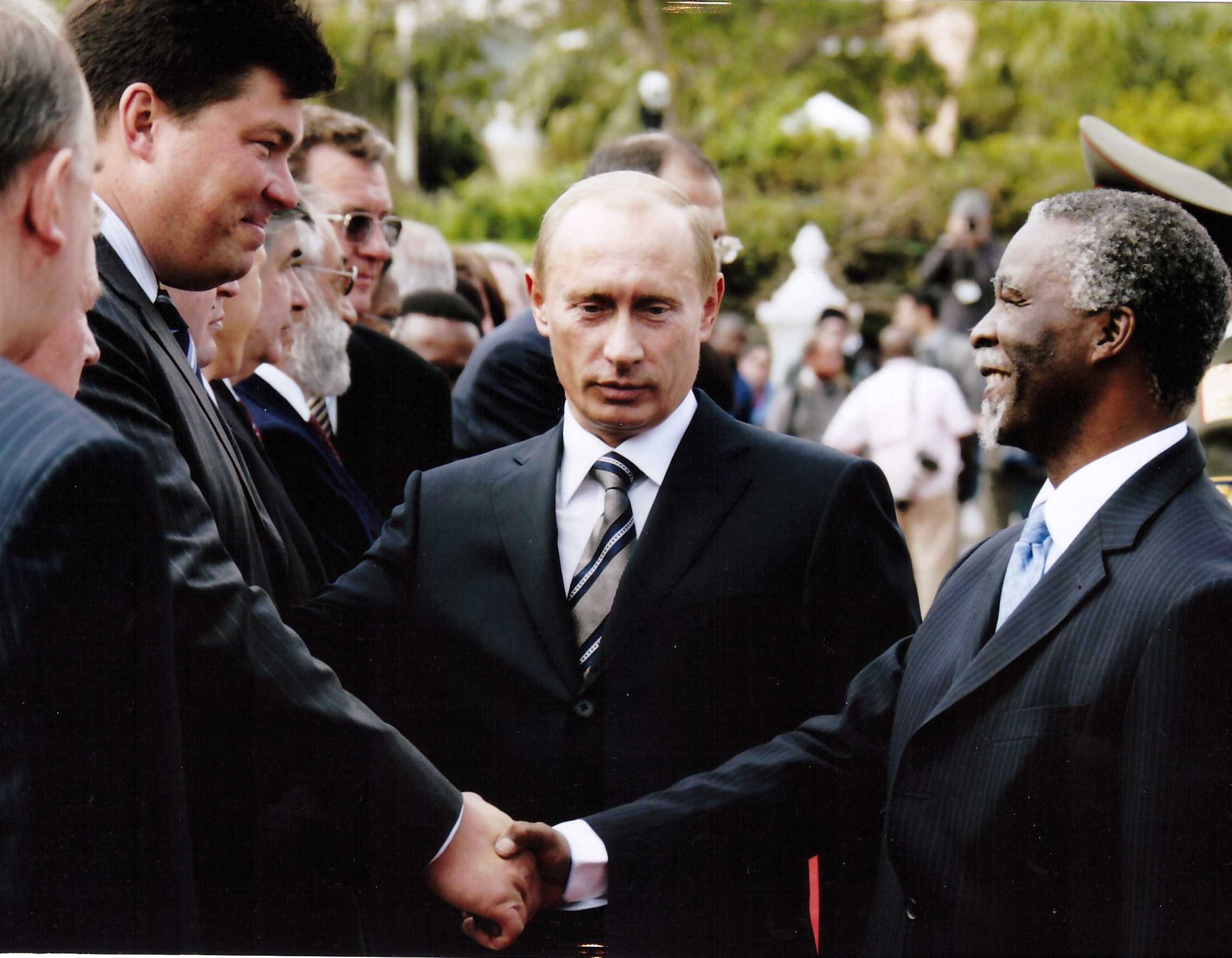
Участие в визите президента РФ Путина В. В. в ЮАР, встреча с президентом ЮАР Табо Мбеки, 6 сентября 2006 г.

В 2005 году защитил кандидатскую диссертацию «Влияние динамики глобального рынка углеводородного сырья на выработку внешнеполитического курса современной России».
25 апреля 2005 года сложил с себя полномочия вице-председателя ПАСЕ от России.
В 2006 году первым из российских политиков посещает Судан (используя свое знание арабского языка), где одновременно происходит 2 кризиса: стремление отделиться южных провинций и гражданская война на западе страны в Дарфуре.
Маргелов устанавливает личные контакты со всеми сторонами и участниками конфликта.
С 7 декабря 2008 года по 20 марта 2011 года — специальный представитель Президента Российской Федерации по Судану .
В рамках этих полномочий добивается того, что Россия наряду с США, Китаем, Францией и Великобританией становится 5-м ключевым игроком в суданском урегулировании.
Организует в Москве международную конференцию по Судану, после которой принимается решение признать независимость Южного Судана, а режим в Хартуме идёт на переговоры с частью дарфурских повстанцев.
В этот период Маргелов неоднократно выезжал в мятежную провинцию и на сопредельные территории, где проводил встречи и консультации с полевыми командирами.
Одновременно с этим он добивался прекращения преследования президента Судана по линии МУС, считая решение суда выдать ордер на арест действующего лидера контрпродуктивным.
В рамках осуществления полномочий спецпредставителя Президента РФ по Судану за 2 года (с 2009 по 2011 годы) совершил 8 поездок в Судан.

## Профессиональная деятельность
28 июля 2009 года Михаил Маргелов выступил с докладом на тематической дискуссии 63-й сессии Генеральной Ассамблеи ООН.
Как заместитель руководителя российской делегации председатель Комитета Совета Федерации по международным делам выступал по проблематике «ответственности по защите».
В мае 2009 года в Риме прошла встреча председателей комитетов по международным делам парламентов стран — членов «Большой восьмёрки» накануне саммита G8 по инициативе председателя КМД М. Маргелова и его итальянского коллеги Ламберто Дини.
В ходе встречи парламентарии выработали предложения для лидеров «Большой Восьмёрки» по проблемам глобального значения: финансово-экономический кризис, пиратство, ядерное оружие, Договор СНВ, климатические изменения.
Договорённость о продолжении формата межпарламентских встреч представителей G8 была достигнута в сентябре 2013 года в Риме во время визита делегации Совета Федерации под руководством Михаила Маргелова с председателем Комиссии по иностранным делам сената Фердинандом Казини.
В 2010 году стал почётным членом ПАСЕ.

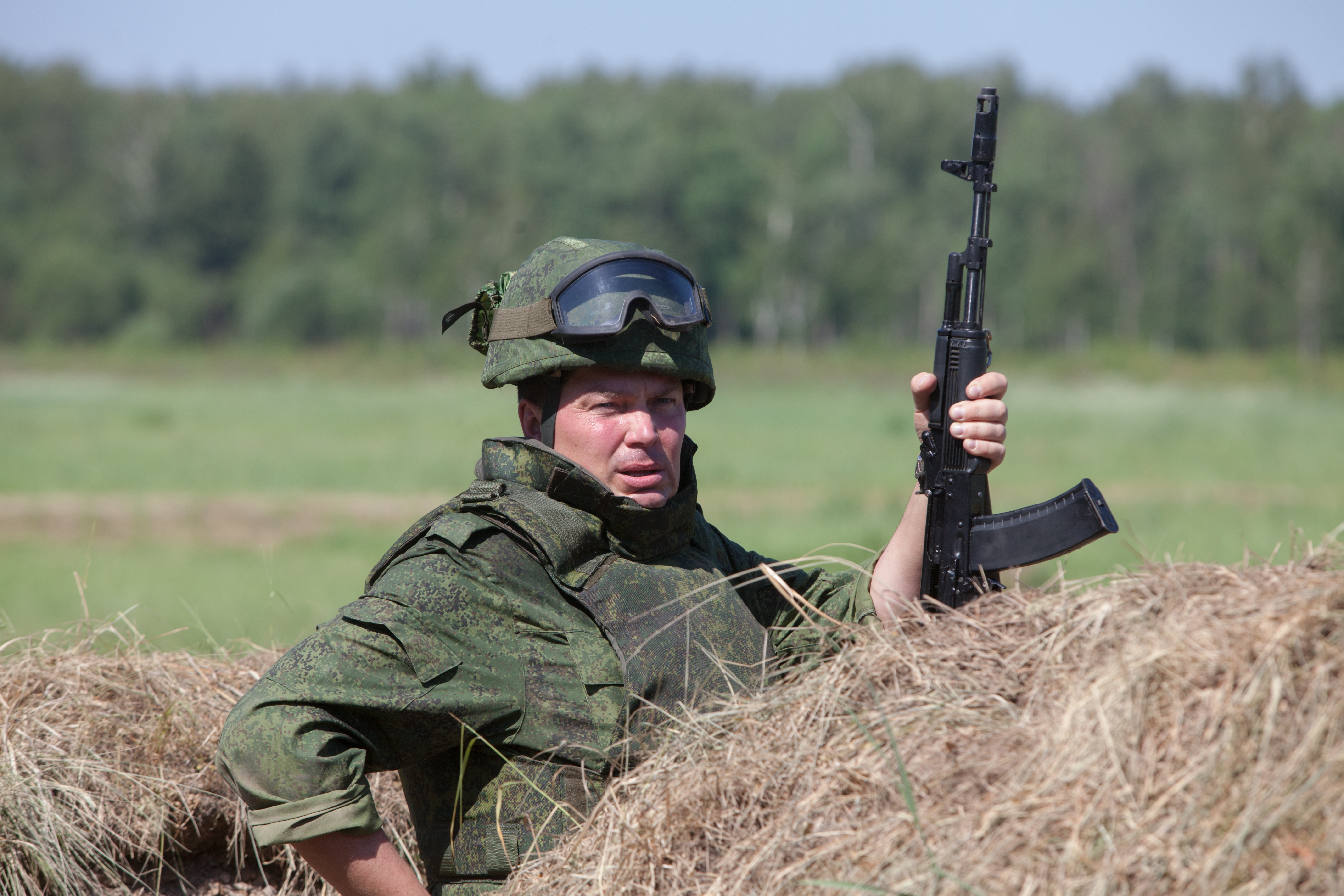
Маргелов М. В. на военных сборах на полигоне Алабино (май 2014)

С 20 марта 2011 года по 31 октября 2014 года — специальный представитель Президента Российской Федерации по сотрудничеству со странами Африки. В этом качестве Маргелов выдвигает стратегию возвращения России в Африку, ключевым элементом которой становится укрепление интересов российского бизнеса. С этой целью в 2011 году был организован и проведён 1-й деловой форум Россия — Африка. После чего были поддержаны российские проекты в ЮАР, Намибии, Эфиопии, Нигере. Маргелов также занимался консультациями по урегулированию многочисленных региональных конфликтов, проблемой Африканского рога, где установил контакты с представителями непризнанных сомалийских территорий, не находящимися под контролем исламских фундаменталистов, а также провёл международные консультации с представителями международных ВМС с целью безопасного прохода российских судов и грузов через Аденский залив.
Во время ливийского кризиса, в разгар боевых действий между сторонниками и противниками Каддафи, Маргелов совершил ряд поездок в Ливию, где провёл встречи со всеми сторонами конфликта. Тогда же он сделал прогноз, что у Каддафи нет шансов удержать власть и поэтому следует начинать диалог с ливийской оппозицией, что вызвало серьёзные возражения у ряда сотрудников МИД России, которые считали, что Каддафи удержит ситуацию.
Благодаря своевременно начатому диалогу с оппозицией у российского бизнеса сохранились возможности для работы в Ливии после свержения Каддафи.

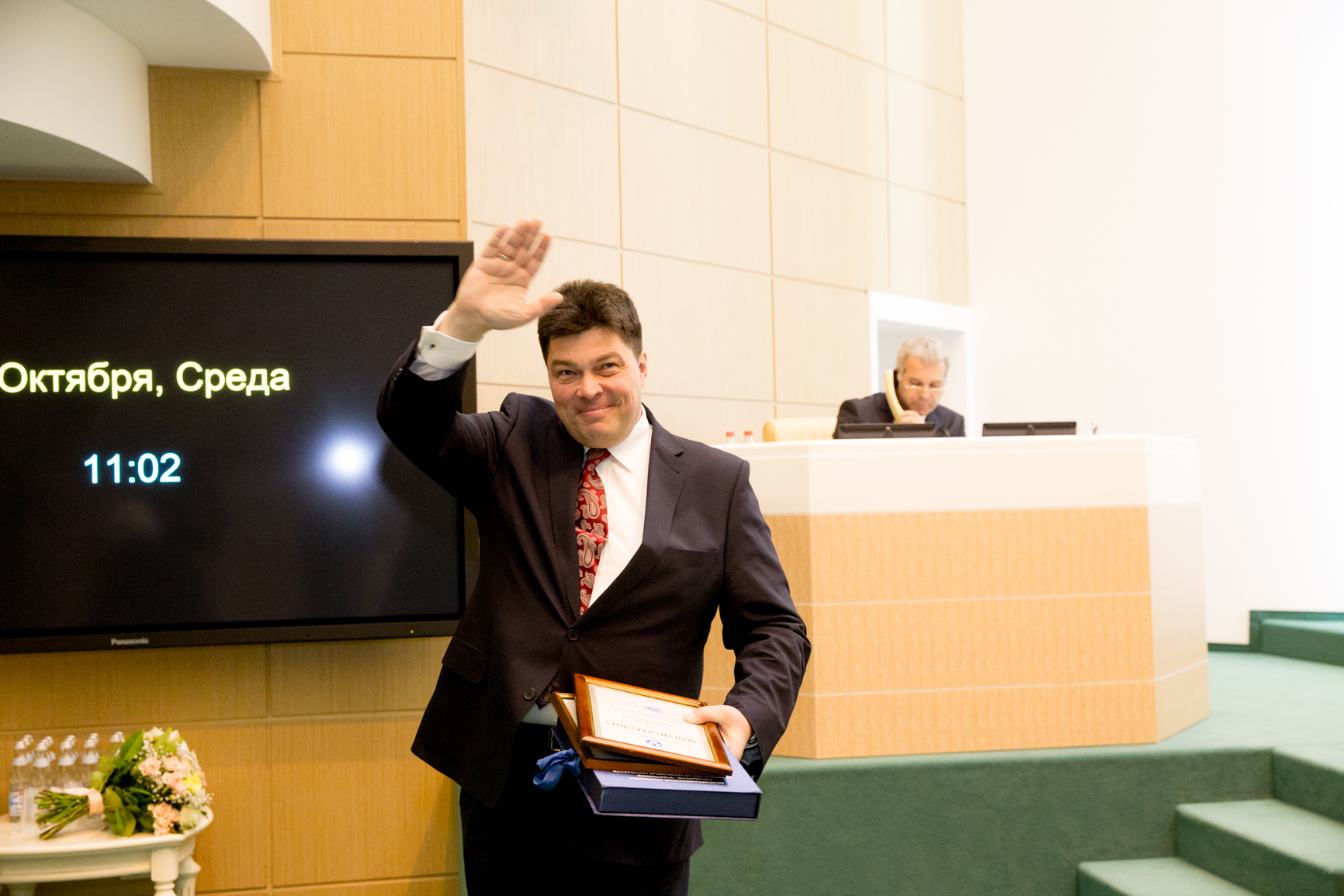
359-е заседание Совета Федерации (3 октября 2014)

В марте 2014 года Михаил Маргелов оказался в канадском «чёрном списке» среди официальных лиц России, попавших под санкции в связи с ситуацией на Украине.
25 сентября 2014 года в связи с прекращением полномочий члена Совета Федерации Федерального Собрания Российской Федерации освобождён от обязанностей председателя Комитета СФ по международным делам.
С 27 октября 2014 года до 20 июля 2020 года исполнял обязанности вице-президента ПАО «Транснефть»".
С 8 декабря 2014 года вице-президент Российского совета по международным делам.
В 2021—2022 гг. — исполнительный вице-президент АФК «Система».
С 2022 года — вице-президент АО ГК «Эталон».

## Общественная деятельность
Является почётным членом Императорского Православного Палестинского Общества, с 2013 года — член Русского географического общества.
В 2010 году стал главным попечителем музея-заповедника Изборск (Псковская область). В 2013-2014 годах возглавлял Попечительский совет Государственного музея Востока (Москва).
С 20 января 2006 года по 24 января 2007 года — Председатель Попечительского совета ЗАО ПХЛ.
Член Совета по внешней и оборонной политике (СВОП), Российского совета по международным делам (РСМД).
В 2005 году издал книгу «Россия на глобальном рынке углеводородов: основные тенденции, противоречия и перспективы» (издательство Санкт-Петербургского университета).
22 марта 2012 года по инициативе Маргелова был дан старт реализации проекта «Центр Африканской культуры». В Центре представлены экспонаты предметов культуры и быта, ритуальных обрядов народов Африки. Экспозиция постоянно пополняется за счёт частных пожертвований, а сам Центр является неформальной площадкой для проведения «круглых столов» по проблемам Африки между отечественными и зарубежными африканистами.

## Награды
- Орден Почёта (19 ноября 2007 года) — за заслуги в законотворческой деятельности, укреплении и развитии российской государственности[17]
- Орден Дружбы (3 февраля 2015 года)— за активную законотворческую деятельность и многолетнюю добросовестную работу[18]
- Медаль Пушкина (21 июля 2003 года) — за большой вклад в социально-экономическое развитие города Пскова и в связи с 1100-летием его основания[19]
- Медаль «В память 850-летия Москвы» (1997 год)
- Медаль «За заслуги в проведении Всероссийской переписи населения» (2004 год)
- Медаль «В память 1000-летия Казани» (2005 год)
- Почётная грамота Президента Российской Федерации (17 февраля 2010 года) — за заслуги в развитии международного сотрудничества и многолетнюю добросовестную работу[20]
- Благодарность Президента Российской Федерации (30 марта 1998 года) — за активное участие в подготовке Послания Президента Российской Федерации Федеральному Собранию 1998 года[21]
- Почётная грамота Правительства Российской Федерации (4 февраля 2011 года) — за активное участие в законотворческой деятельности[22]
- Орден «Содружество» (13 мая 2009 года, Межпарламентская ассамблея СНГ)
- Медаль «За укрепление парламентского сотрудничества» (28 ноября 2013 года, Межпарламентская ассамблея СНГ) — за особый вклад в развитие парламентаризма, укрепление демократии, обеспечение прав и свобод граждан в государствах — участниках Содружества Независимых Государств[23][24]
- Почётная грамота Совета Межпарламентской Ассамблеи государств — участников Содружества Независимых Государств (27 ноября 2014 года, Межпарламентская ассамблея СНГ) — за активное участие в деятельности Межпарламентской Ассамблеи и её органов, вклад в укрепление дружбы между народами государств — участников Содружества Независимых Государств[25]
- Почётный знак «За заслуги в развитии печати и информации» (17 апреля 2014 года, Межпарламентская ассамблея СНГ) — за значительный вклад в формирование и развитие общего информационного пространства государств — участников Содружества Независимых Государств, реализацию идей сотрудничества в сфере печати и информации[26]
- Нагрудный знак МИД России «За вклад в международное сотрудничество»[27]
- Нагрудный знак МИД России «За взаимодействие» (2014 год)[27]
- Медаль «За заслуги в увековечении памяти погибших защитников Отечества» (Министерство обороны Российской Федерации, 2013 год). Награждён за вклад в восстановление русского некрополя на христианском кладбище Бен М’сик в Касабланке[28]
- Медаль «Памяти героев Отечества»
- Почётный знак Совета Федерации «За заслуги в развитии парламентаризма»[29].
- Нагрудный знак «Почётный работник Счётной палаты Российской Федерации» (2004 год) — за заслуги в развитии сотрудничества со Счётной палатой Российской Федерации[30].
- Медаль «За заслуги перед Псковом» (2009 год)[31]
- Медаль «Pro merito» (ПАСЕ, 2010 год) — за значительный вклад в продвижение ценностей демократии, защиты прав человека[32]
- Награда «Вудро Вильсон»[33]
- Орден святого благоверного князя Даниила Московского III степени (26 мая 2019 года)[34]

## Чины и звания
- Действительный государственный советник Российской Федерации 1 класса (11 сентября 1997 года)[35].
- Полковник таможенной службы
- Полковник запаса Вооружённых Сил Российской Федерации (5 июня 2014)